# Anna Hubert van Beusekom
Anna Christina Helena (Anna) Hubert van Beusekom (Breda, 21 februari 1882 – Rotterdam, 27 oktober 1926) was een Nederlands kinderboekenschrijfster.

## Familie
Hubert van Beusekom was een lid van de in het genealogische naslagwerk het Nederland's Patriciaat opgenomen familie Hubert van Beusekom. Ze was een dochter van Wilhelmus Jan Hubert van Beusekom (1855-1939) en jonkvrouw Comelie Henriette Serraris (1857-1939). Haar vader was hoofd van de Dienst der grondbelasting te Rotterdam, later adviseur honorair bij het ministerie van Financiën. Ze was door het huwelijk van haar zus Joanna Jacoba Sara Hubert van Beusekom een schoonzuster van Hendrik Berkelbach van der Sprenkel, hoogleraar histologie aan de Universiteit van Utrecht. Zij bleef ongehuwd.

## Biografie
Ze publiceerde zeven boeken bij de Amersfoortse uitgeverij Valkhoff. Het werk van Hubert van Beusekom betrof voornamelijk boeken voor meisjes. Ze had weinig opleiding genoten, omdat haar vader, die er ouderwetse trekken op na hield, vond dat meisjes niet mochten studeren.